# Phylogenetic Assignment of Named Global Outbreak Lineages
Phylogenetic Assignment of Named Global Outbreak Lineages (PANGOLIN eller PANGO Lineages) er et softwareprogram udviklet af medlemmer af COG-UK konsortiet.
Programmet giver en bruger mulighed for at tildele en SARS-CoV-2-virusprøve til en eksperimentel stamme ved at sammenligne genomet af testprøven med andre gensekvenser.